# Église Saint-Exupère de Gahard
L'église Saint-Exupère est une église située à Gahard, en France.

## Localisation
L'église est située au centre du bourg de la commune de Gahard, au nord-est du département d'Ille-et-Vilaine. Elle se trouve rue Jean Morin, qui est une partie de la route départementale 92, et à l'angle de la rue de la Chapelle.

## Historique
L'église est dédiée à Saint Exupère, évêque de Toulouse.
La fondation du monastère de Saint Exupère remonterait au Ve siècle. Au IXe siècle, il est détruit par les vikings. Au début du XIe siècle, le territoire du monastère appartient à un laïc du nom de Guiddenoch. Le duc Alain Fergent l'autorise à faire don du domaine à l’abbaye de Marmoutier pour y fonder un prieuré bénédictin. L’acte juridique marque la délimitation de la paroisse et la création d’une agglomération autour du sanctuaire dans un territoire encore forestier désormais sous l’autorité du prieur de Gahard.  Gahard est Nullus Diocesis, relevant directement du Pape et non de l’évêque. L’église et le monastère attenant sont édifiés. Vers la fin du XIVe siècle, les moines ayant pris parti contre le duc de Bretagne, celui-ci ravage le prieuré. Les collatéraux nord et sud sont reconstruits en 1405 (date inscrite sur la porte septentrionale). La croisée du transept semble dater de la même campagne de reconstruction. Un porche gothique est accolé à la façade au XVe siècle. Le chœur à chevet plat est édifié au XVIe siècle. L’église subit des remaniement jusqu’au XVIIIe siècle. Pendant la Révolution, l’église devient paroissiale et l’ancien prieuré attenant est vendu comme bien national à Mathurin Perrussel. Seules les parties réservées au tribunal et à la prison sont aujourd'hui conservées. En 1793, les bâtiments sont fortifiés par des ouvrages en terre par les gardes nationaux face à l'avancée des troupes vendéennes. L’église est restaurée par l’architecte Béziers-Lafosse au XIXe siècle.Le monument est inscrit au titre des monuments historiques par arrêté du 20 septembre 1968.

## Description
L'édifice est en croix latine à chevet plat, portant un clocheton octogonal en charpente à la croisée.
La nef romane de 4 travées (XIe siècle) à 3 vaisseaux couverts de charpente s’ouvre sur les bas-côtés par des arcs de plein cintre à simple rouleau. Ils retombent directement sur les piles rectangulaires, sans imposte. La travée près du mur ouest est ouverte par des arcs d’un plus petit diamètre que les suivants. La nef aujourd’hui aveugle était éclairée par la rangée de fenêtres haut placées, presque au niveau des cintres, aujourd’hui occultées par le rehaussement des bas-côtés au XVe siècle. La peinture moderne ne permet pas d’analyser l’appareillage de cette très ancienne nef.
L’arc diaphragme, de plein cintre, donne sur la croisée voûtée du XVe siècle.
Le chœur à chevet plat aveugle (il était directement accolé à l’ancien logis prieural) est orné d’un baldaquin à 6 colonnes ioniques en marbre, inscrit MH. 
Autre mobilier protégé : chaire à prêcher de 1754, statue de Sainte Barbe et Christ en croix du XVIIe siècle.

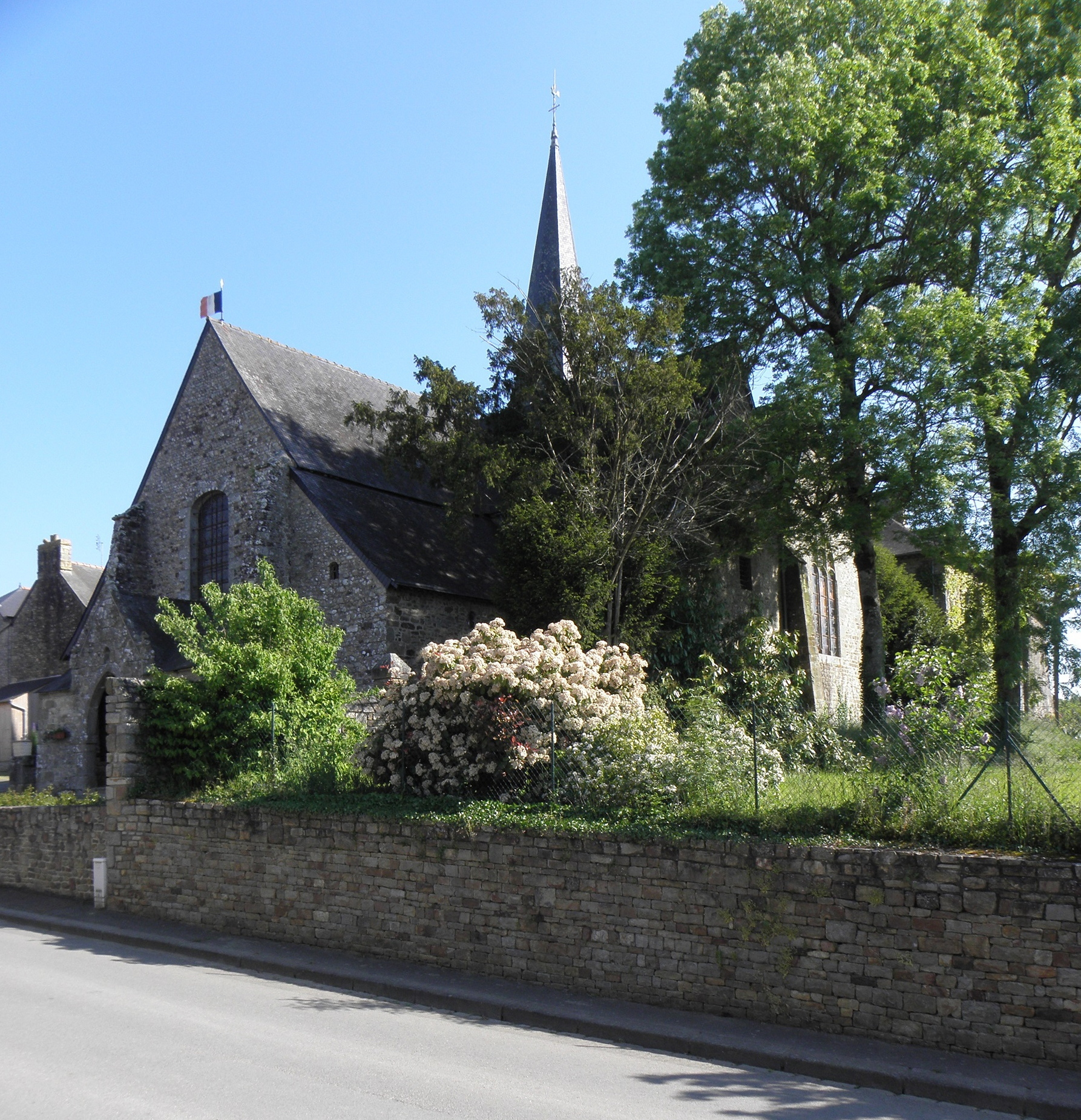
Façade principale de l’église Saint-Exupère.
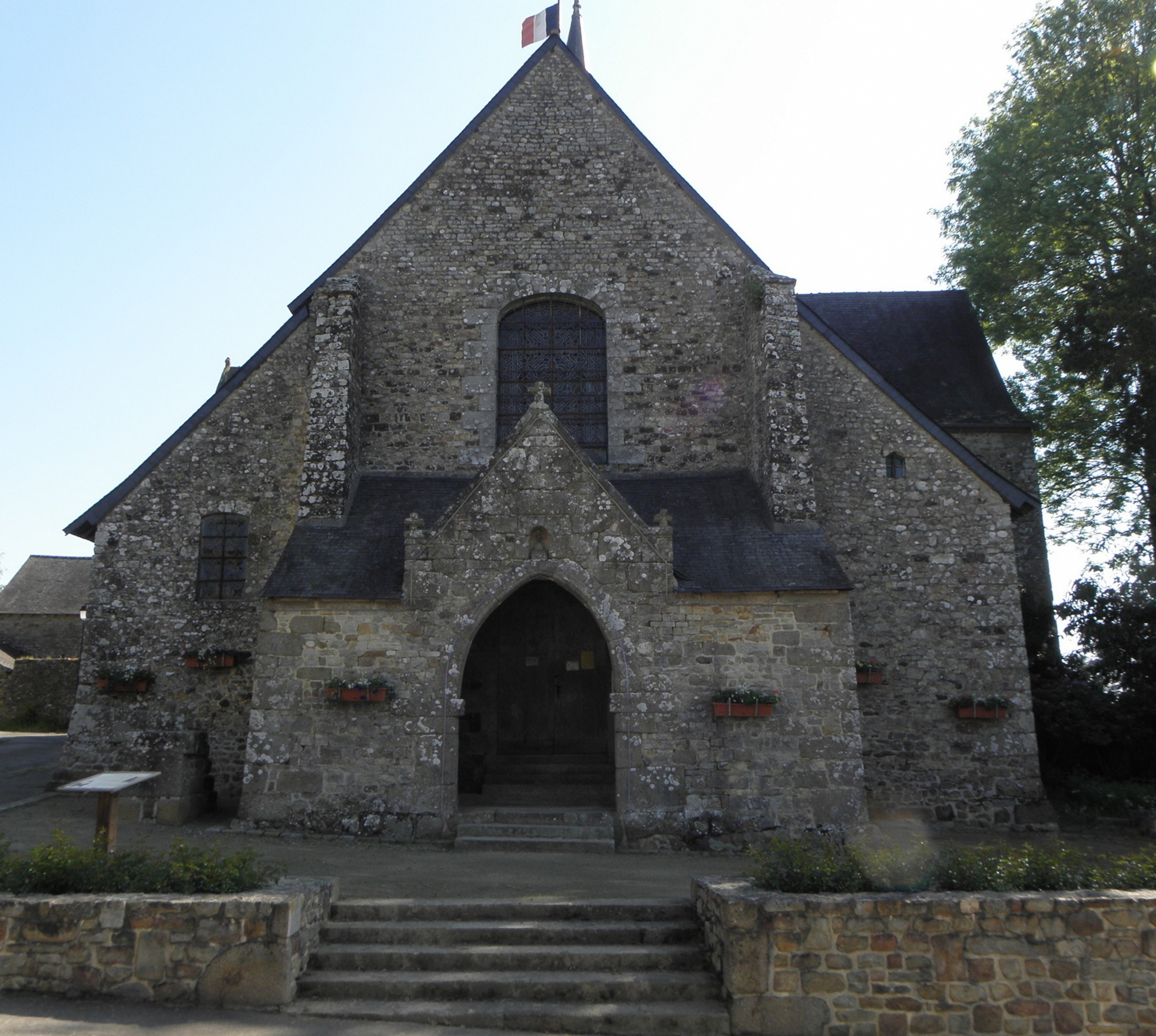
Vue de face de la façade.
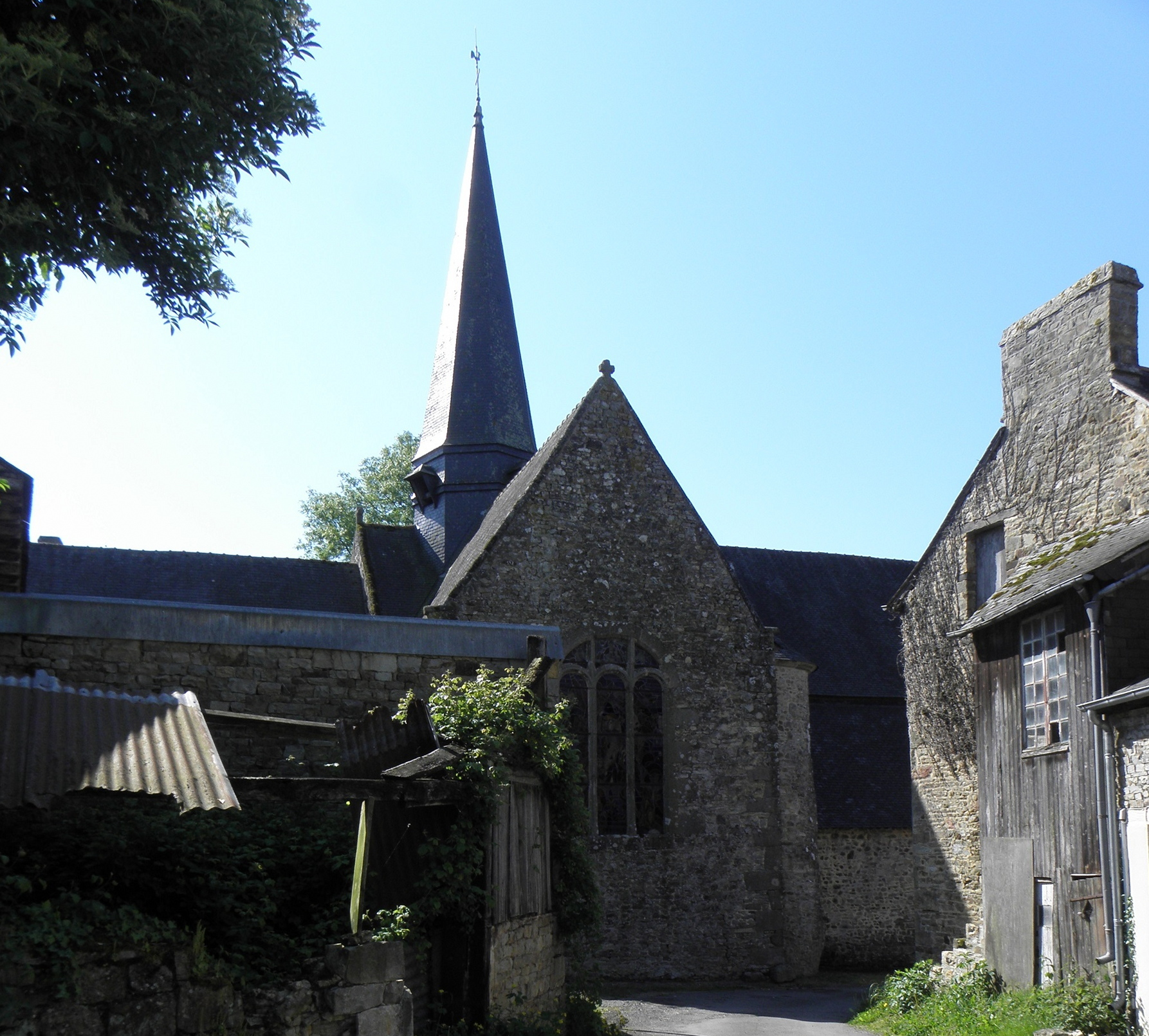
Clocher et croisillon gauche.
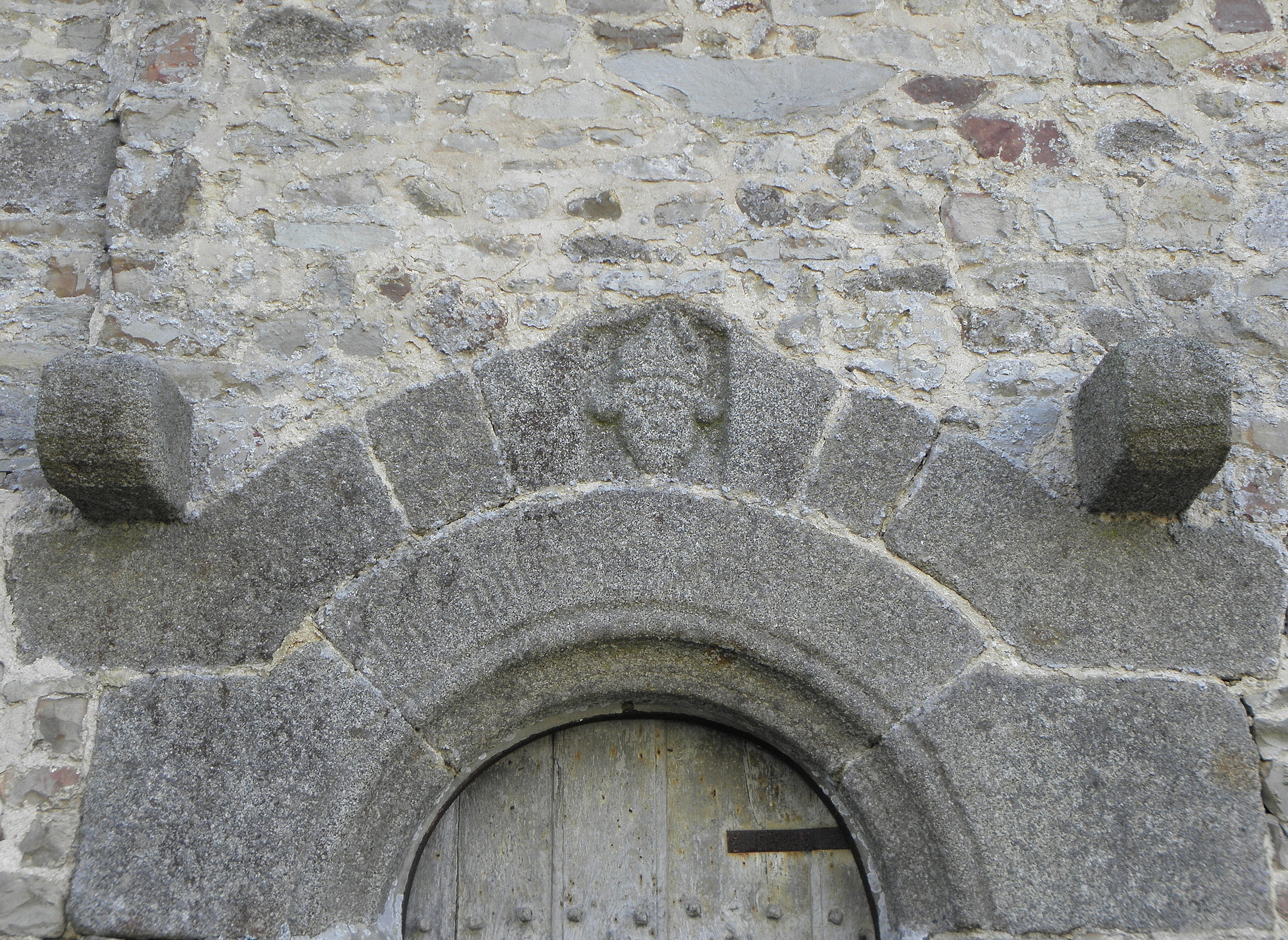
Porte nord
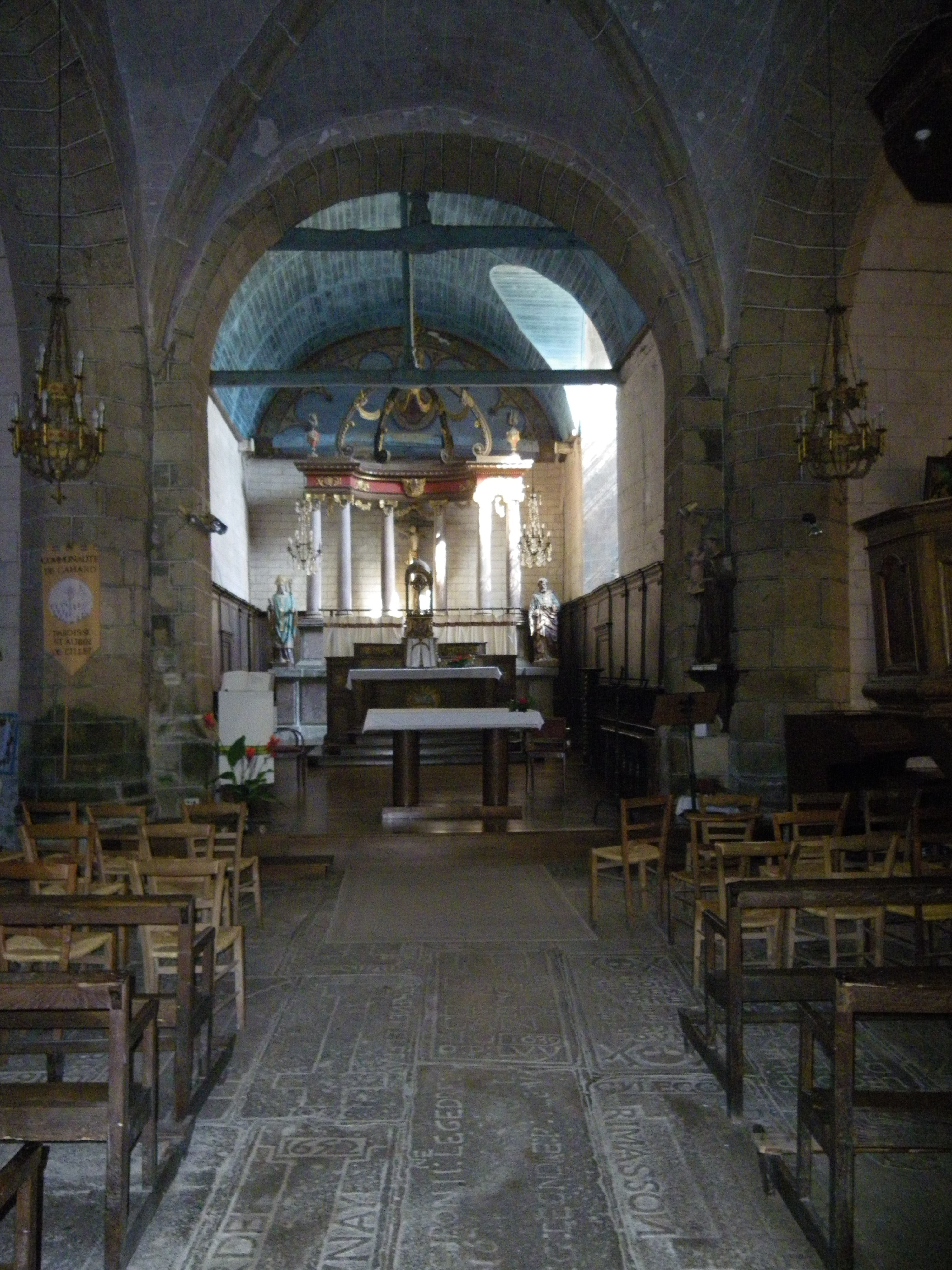
Croisée du transept et chœur